# Lioni
Lioni es uno de los 119 municipios o comunas ("comune" en italiano) de la provincia de Avellino, en la región de Campania. Con 5.961 habitantes, según el censo de marzo de 2022, se extiende por una área de 46,17 km², teniendo una densidad de población de 128,17 hab/km². Linda con los municipios de Bagnoli Irpino, Calabritto, Caposele, Morra De Sanctis, Nusco, Sant'Angelo dei Lombardi, y Teora.

## Enlaces
Lioni dispone de una estación ferroviaria en la línea Avellino<-->Rocchetta Sant'Antonio.

## Demografía
| Gráfica de evolución demográfica de Lioni entre 1861 y 2011 |
|                                                             |
| Fuente ISTAT - elaboración gráfica de Wikipedia             |

## Galería

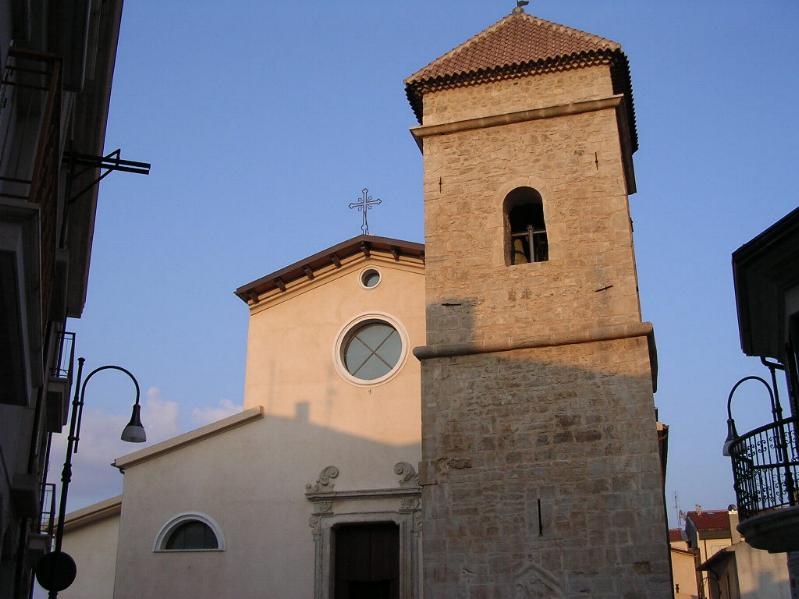
Iglesia de Santa Maria Assunta.
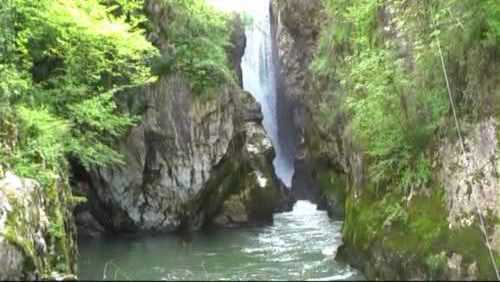
Cascada de Brovesao.